# 초계정
초계정(哨戒艇)은 적의 습격에 대비하여 엄중한 감시로 경계하는 임무로 사용하기 위한 목적으로 건조된 소형군함이다.  초계어뢰정이라고도 한다. 선체는 수면 위를 미끄러지면서 나아가기 좋게 설계되어 있다. 모터보트와 모양이 비슷하며, 선체의 폭이 넓고 배 바닥이 V자 모양으로 뾰족하다. 따라서, 물결이 험할 때에는 사용할 수 없다. 초계정에는 다목적 미사일, 어뢰, 로켓 등을 싣는다.